# Distrikt (Frankreich)
Der Distrikt (französisch district) war eine Verwaltungseinheit, die in Frankreich zwischen 1790 und 1795 bestand. Sie entspricht den heutigen Arrondissements.
Im Zuge der Französischen Revolution beschloss die Nationalversammlung am 22. Dezember 1789 eine Neueinteilung des Staatsgebiets in 75–85 Départements, die in je 3 bis 9 Distrikte eingeteilt werden sollten. Die Distrikte wiederum sollten in Kantone von etwa 4 französischen Quadratmeilen („environ de quatre lieues carrées“) aufgeteilt werden. In wenig mehr als zwei Monaten wurde die Neustrukturierung in 83 Départements und 555 Distrikte vorgenommen, als „Décret sur la Division du royaume en départemens“ am 28. Februar 1790 verabschiedet und vom König am 4. März 1790 bestätigt. Die Distrikte sollten die Verwaltung des Départements bei der Durchsetzung der Gesetze unterstützen. 
In der Verfassung der Republik vom Jahr III (1795) werden die Distrikte nicht mehr erwähnt, sondern nur noch Départements und Kantone. Fünf Jahre später wurde durch das Gesetz vom 28. Pluviose des Jahres VIII (17. Februar 1800) die Idee der weiteren Stufe zwischen Präfektur und Kanton wieder aufgenommen; allerdings wurden diese Untergliederungen nun deutlich vergrößert und „Arrondissement“ genannt in Anlehnung an schon zur Zeit des Ancien Régime seit den 1770er Jahren bestehende Überlegungen. Die Zahl der Arrondissements – bezogen auf das heutige Staatsgebiet – belief sich im Jahr 1800 auf 371.
Heutzutage wird die vierte Ebene der Verwaltungsgliederung in den Französischen Süd- und Antarktisgebieten als Distrikt bezeichnet (entspricht der Gemeinde in den übrigen Gebieten Frankreichs).